# 黎春秋
黎春秋（1969年10月—），男，湖南邵阳人，中华人民共和国政治人物。湖南师范大学中文系汉语言文学专业毕业。

## 生平
1989年9月，在湖南师范大学中文系汉语言文学专业学习。1991年加入中国共产党。1993年9月参加工作，任长沙市南區政府办公室干部。1997年1月，任天心区政府办公室副主任。1998年1月，任天心区城市建设开发公司党支部副书记。1998年10月，任天心区园艺场党委副书记、场长、党委书记。2001年10月，任天心区桂花坪街道党工委书记。2002年11月，任天心区副区长。2006年6月，任中共长沙县委常委、副县长。2007年9月，任中共长沙县委常委、常务副县长。2008年4月，任中共宁乡县委副书记、县长（至2012年11月）。2012年2月，任中共宁乡县委书记、县长。2012年10月，任宁乡经济技术开发区党工委书记，中共宁乡县委书记。2015年4月，任长沙市人民政府副市长。2016年9月，任中共长沙市委常委、宣传部部长，市政府党组成员、副市长。2017年3月，黎春秋接替曹立军出任中共长沙市委常委、中共浏阳市委书记兼浏阳经济技术开发区党工委第一书记。
2021年4月13日，任中共怀化市委委员、常委、副书记，并提名为市长人选。同年6月5日，怀化市第五届人民代表大会第六次会议补选黎春秋为怀化市人民政府市長。

## 失责处分

### 宁乡市
2010年，在宁乡县滨江公园景观工程项目中，宁乡县委、县政府违规决策降低防洪堤高程，将一段长为447米的河堤高程降低了1.3至1.5米。2015年至2016年3月，省市县防洪办指先后6次对违规降低防洪堤高程问题下发整改通知或督办函，宁乡县均未按要求整改到位，造成重大防汛隐患。时任宁乡县委书记的黎春秋对防洪办的文件不予理睬，导致2017年大洪水中，宁乡市沙河市场200余商户悉数被淹。湖南省纪律委员会和组织部给予他“诫勉谈话”处分。

### 浏阳市
2019年12月4日，浏阳市碧溪烟花制造有限公司13号工房发生重大爆炸事故，造成13人死亡、13人受伤，直接经济损失1944.6万元。黎春秋领导的中共浏阳市委员会瞒报6人，同时盯梢记者，和遇难家属抢尸。浏阳市委书记黎春秋遭到“党内警告处分”。